# Association football de la Garenne-Colombes
Il Association football de la Garenne-Colombes è una società calcistica francese, con sede a La Garenne-Colombes.

## Storia
La società venne creata dall'abate Marchand nel 1906, con l'intento di fornire ai giovani possibilità di sviluppo fisico e morale tramite la pratica della ginnastica, delle attività di preparazione alla vita militare ed allo sport.
La nascita ufficiale del club avvenne solo il 19 ottobre dell'anno seguente, quando sotto il nome di Association fraternelle de la Garenne-Colombes, venne riconosciuta dalla prefettura (con pubblicazione sui giornale ufficiale del 31 dello stesso mese) e s'affiliò alla Fédération Gymnastique et Sportive des Patronages de France.
Nei primi anni di attività l'AF la Garenne-Colombes fornì quattro giocatori alla nazionale di calcio francese.
Nel 1972 cambiò il nome in quello attuale, ovvero Association football de la Garenne-Colombes.
Nel 1989 passa sotto il controllo dell'Olympic Garennois, tornando autonoma per volontà del sindaco di La Garenne-Colombes nel 2006, grazie ad una sovvenzione.